# Zacatecas (ciutat)
Zacatecas és la capital tant de l'estat com del municipi homònim al nord del país. Té una població de 115.000 habitants. Va ser fundada el 1546 per Juan de Tolosa, sobre un jaciment important de plata. Les mines que s'hi van fer van atreure als colonitzadors espanyols, i la ciutat es va convertir en un centre miner important de Mèxic. La plata de Zacatecas i de la mina de Potosí (Bolívia) es va utilitzar per fer les primeres monedes de peso utilitzades arreu de l'Imperi Espanyol. Avui dia el turisme ha reemplaçat a la mineria com a activitat econòmica principal de la ciutat. Per les seves construccions antigues colonials, el centre històric de Zacatecas és considerat Patrimoni de la Humanitat des de 1993.

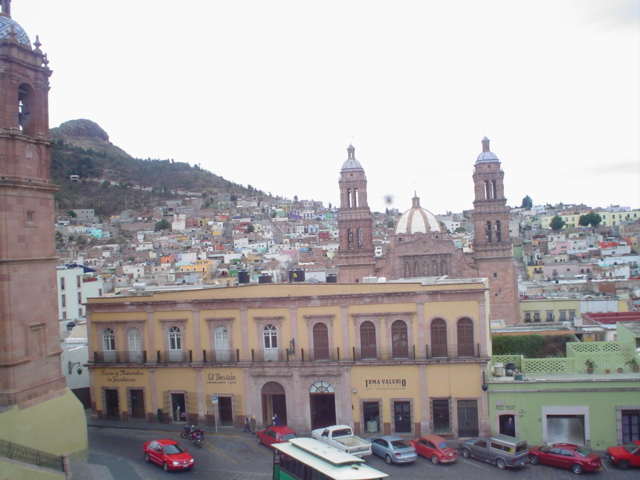
Panoràmica del centre de la ciutat

El gentilici dels naturals de l'estat i de la capital és "zacateca".
El terme zacatecas és un vocable nàhuatl que s'ha utilitzat per donar nom al municipi de la capital, a la seva capital municipal i a l'estat. Els zacateques o zacatecos conformaven un grup txitximeca que fins a l'arribada dels espanyols va habitar la regió circumdant al Cerro de La Bufa. La paraula Zacatecas significa "habitants de la terra on abunda el zacate (una mena d'herba)", deriva dels vocables zacatl, que significa "jonc, herba, grama", i el locatiu -co. Tots dos componen el terme Zacatécatl, el significat del qual és: "habitant de Zacatlán" (lloc on abunda el zacate).